# Lista comunelor din Annaba

Harta Algeriei cu provincia Annaba evidențiată

Din provincia Annaba fac parte următoarele comune:
- Aïn Berda
- Annaba
- Barrahel
- Chetaibi
- Cheurfa
- El Bouni
- El Hadjar
- Eulma
- Oued El Aneb
- Seraïdi
- Sidi Amar
- Treat